# Céwane
Céwane (auch Céwan, Séouan, Séwan, Séwane, Séwane Dongoye Kouara) ist ein Dorf in der Landgemeinde Tondikiwindi in Niger.

## Geographie
Céwane liegt auf einer Höhe von 240 m. Das von einem traditionellen Ortsvorsteher (chef traditionnel) geleitete Dorf befindet sich rund 16 Kilometer westlich des Hauptorts Tondikiwindi der gleichnamigen Landgemeinde, die zum Departement Ouallam in der Region Tillabéri gehört. Zu weiteren Siedlungen in der Umgebung von Céwane zählen Danga Zaouni im Norden, Garbey Fondo im Südosten und Moto Gatta im Südwesten.
Es herrscht das Klima der Sahelzone vor, mit einer durchschnittlichen jährlichen Niederschlagsmenge zwischen 300 und 400 mm. Die Landschaft um Céwane wandelte sich in der zweiten Hälfte des 20. Jahrhunderts im Zuge der Ausdehnung der Sahara von einer Baumsavanne zu einer Strauchsteppe.

## Bevölkerung
Bei der Volkszählung 2012 hatte Céwane 1850 Einwohner, die in 186 Haushalten lebten. Bei der Volkszählung 2001 betrug die Einwohnerzahl 1237 in 128 Haushalten und bei der Volkszählung 1988 belief sich die Einwohnerzahl auf 1806 in 218 Haushalten.

## Wirtschaft und Infrastruktur
In Céwane wird ein Wochenmarkt abhalten. Mit einem Centre de Santé Intégré (CSI) ist ein Gesundheitszentrum im Ort vorhanden. Es gibt eine Grundschule.